# Árva Vince
Árva Vince (Rimóc, 1932. október 14. – Budapest, 2008. december 15.) a pálos rendi szerzetes, a budapesti Sziklakápolna újjáépítője.

## Élete
Édesanyja székely, édesapja kun származású volt. Kilencévesen elárvult, ettől kezdve papi pályára készült. 1953 és 2004 között a pálos rend közösségébe tartozott. 1959. június 14-én titokban szentelték pappá. 1959-1990 között az Esztergom-Budapesti főegyházmegye szolgálatában volt, mint érseki titkár és 1970 és 1973 között az esztergomi Keresztény Múzeum igazgatója. 1976-ban került a márianosztrai plébánia élére. 1961-től titokban vezette a pálosok magyarországi közösségét 1989-ig. Ebben az időben nevezte ki Lékai László esztergomi érsek Boldog Özséb szentté avatásának posztulátorává. 1984-85 között a római Magyar Intézet növendéke, ahol a szentté avatási kongregációban diplomát szerez, és megkezdi a Boldog Özséb szentté avatásához szükséges dokumentumok gyűjtését és tanulmányozását. Élete fő céljának a pálos rend újjászervezését és Boldog Özséb szentté avatását tartotta. 1994-ben megkérik, hogy hagyja el a rendet, de ezt Rómában az error invicibilis miatt nem hagyták jóvá, viszont a renden kívüli életet javasolták neki. Ettől kezdve különböző helyeken látott el lelkipásztori szolgálatot.
1996-2008 között kisegítő lelkészként szolgált Pilisszántón. 2004-ben a Vatikán a lengyel pálosok kezdeményezésére kizárta a rendből. Ezután már csak Boldog Özséb szentté avatási dokumentációjával volt elfoglalva. A Székesfehérvári egyházmegye inkardinálta (egyházmegyei papi szolgálatba helyezték). 2008. február 18-án levelet írt XVI. Benedek pápának, melyben kérte Boldog Özséb szentté avatását. 2008 augusztusában vonult nyugállományba.
2008. november 19-én Csíksomlyón súlyos balesetet szenvedett. 2008. december 15-én, a Pálos rend pápai jóváhagyásának 700. évfordulója után 2 nappal hunyt el Budapesten, a Péterfy Sándor Utcai Kórházban. Utolsó kívánsága az volt, hogy Pilisszántón temessék el. Ennek ellenére 2009. január 5-én Spányi Antal m. püspök és Takács Nándor dr. ny. püspök Székesfehérváron temették el, a Szentháromság (Hosszú) temető papi sírkertjében.
2009. március 18-án Mons. Angelo Amatonak a Szentek ügyei Kongregációjának prefektusának, Patrubány Miklós az MVSZ elnöke átadta az egyetlen magyar alapítású férfi szerzetesrend, a Pálos rend alapítója, Esztergomi Boldog Özséb szentté avatási dokumentációját. A 14 kötetet Esztergomi Boldog Özséb posztulátora, a közelmúltban tragikus körülmények között elhunyt Árva Vince atya állította össze, 22 éves munkával.

## Művei
- Arcok a magyar középkorból. Magyar Ritkaságok sorozat, Szépirodalmi Könyvkiadó, 1983
- A magyar Pálos-rend történeti bibliográfiája. in: Pálos rendtörténeti tanulmányok I. Varia Paulina I. Fráter György Alapítvány, Pilisszántó, 1994
- Gyöngyösi Gergely: I. Remete Szent Pál Remete Testvéreinek Élete. Varia Paulina III. Fráter György Alapítvány, Pilisszántó, 1998. Fordította: P. Árva Vince OSP., Csanád Béla, Csonka Ferenc
- Boldog Özséb szentté avatási anyaga. Ezen belül:
- Művészeti ábrázolások magyar és olasz nyelven I-II. kötet
- Kérő, csatlakozó levek III-IV-V. kötet (magyar és olasz nyelven)
- XVI-XXI. századi anyagok Esztergomi Boldog Özséb kanonizációjához írásos bizonyítékok VI-VII-VIII. kötet
- Esztergomi Boldog Özséb kanonizációjához írásos bizonyítékok: Gyöngyösi Gergely kódexének kézirat másolata IX-X. kötet
- Esztergomi Boldog Özséb kanonizációjához írásos bizonyítékok: kódex kézirat másolatok XI. kötet
- Esztergomi Boldog Özséb kanonizációjához írásos bizonyítékok olasz nyelven XII. kötet
- Esztergomi Boldog Özséb kanonizációjához: misék, szentbeszédek, imák XIII. kötet
- Esztergomi Boldog Özséb kanonizációjához: írásos bizonyítékok: levelezés 1978-2008 XIV. kötet

## Emlékezete
- 2008. december 13-án Budapesten a Magyarok Világszövetségének szervezésében Pálos emléknap címmel tartottak rendezvényt a Pálos rend pápai teljes körű jóváhagyásának 700. évfordulója alkalmából, ahol átadták az MVSZ-nek Árva Vince atya 14 kötetes szentté avatási dokumentációját[6]
- 2009. január 31-én, szombaton du. 3-órakor az endrődi Szent Imre-templomban tartandó latin nyelvű szentmisén emlékezett meg Vince atyáról és fr. Nagy Károly elhunyt lovagtársukról, akikért a misét a Templárius alapítvány mondatja. „Imáinkban emlékezzünk meg Vince atya nagyságáról, lelkiségéről és a magyarság iránt érzett mélységes elkötelezettségéről.”
- 2009. október 31-én Pilisszántón dr. Kőrösi Mária és Rancz Árpád kezdeményezésére kopjafát állítottak az öreg temetőben P. Árva Vince atya tiszteletére.
- 2012. augusztus 15-én néhai Árva Vince atya, pálos szerzetesnek a Magyar Nemzetért Aranyéremmel történő posztumusz kitüntetésére az emlékfa-ültetési ceremónia keretében került sor Ópusztaszeren. Árva Vince atyát, az egyetlen magyar alapítású férfi szerzetesrend, a Pálos Rend életben tartásában, a kommunizmus évtizedei alatt szerzett érdemei elismeréseként, valamit a Rend alapítója, Boldog Özséb szentté avatását szolgáló posztulátum huszonkét év megfeszített munkájával való elkészítéséért tünteti ki a Magyarok Világszövetsége, négy évvel halála után.